# Giuseppe Gerola

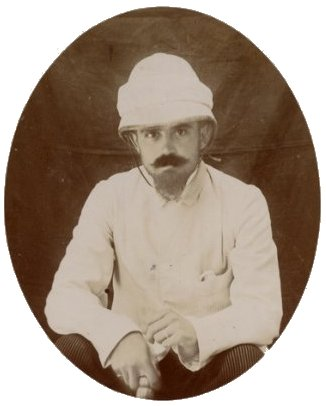
Giuseppe Gerola
zu Anfang des 20. Jahrhunderts

Giuseppe Gerola (vollständig Giuseppe Lorenzo Luigi Filippo Antonio Maria Gerola, * 2. April 1877 in Arsiero; † 21. September 1938 in Trient) war ein italienischer Kunsthistoriker, Archäologe und Denkmalpfleger.

## Leben und Wirken

### Kindheit und Studienjahre
Gerolas Eltern – Domenico Gerola und Augusta Cofler – stammten aus Rovereto, damals Teil Österreich-Ungarns. Seine Eltern sympathisierten beide offen für das neugegründete Königreich Italien und waren aufgrund ihrer politischen Haltung gezwungen nach Venetien auszuwandern. Erst 1882 nach Annäherung der beiden Staaten infolge des Dreibundes konnte die Familie nach Rovereto zurückkehren.
Gerola besuchte das Gymnasium in Rovereto, war aber bereits nach kurzer Zeit gezwungen die Schule zu wechseln, da das Gymnasium wegen Verbreitung irredentistischen Gedankengutes von den Behörden geschlossen wurde. Sein Abitur legte er schließlich 1894 in Italien im Lyzeum in Desenzano ab.
Er schrieb sich anschließend an der Literaturwissenschaftlichen Fakultät der Universität Padua ein, wechselte aber ein Jahr darauf an die Universität Florenz, die er 1898 mit der Laurea in mittelalterlicher Geschichte und dem Diplom in Paläografie bei dem Paläografen Cesare Paoli (1840–1902) abschloss. Während seines Studiums lernte er Cesare Battisti kennen, für dessen Zeitschrift Tridentum er seine ersten wissenschaftlichen Artikel über das Trentino veröffentlichte.
Zwischen 1898 und 1899 hielt er sich zu weiteren Studien in Deutschland auf. Dort hörte Gerola in Berlin Vorlesungen bei Paul Scheffer-Boichorst und in Freiburg bei dem Mediävisten Heinrich Finke. Insbesondere die Studien in Freiburg beeinflussten Gerolas weitere wissenschaftliche Ausrichtung. Er interessierte sich zunehmend für Kunstgeschichte und Architektur.

### Forschungsreisen in die Ägäis

Das Große Tor in Rethymno,
1902 fotografiert von Giuseppe Gerola

Anfang des Jahres 1900 reiste Gerola – auf Anregung von Federico Halbherr vom Istituto Veneto di Scienze, Lettere ed Arti – nach Kreta und sammelte, mit einer kurzen Unterbrechung im Winter 1901, bis Juli 1902 in archäologischer Kleinarbeit Spuren der venezianischen Herrschaft, die auf der Insel von 1204 bis 1669 angedauert hatte. Gerola und Halbherr sollten diese Spuren dokumentieren, da man aufgrund der unsicheren politischen Lage der Insel, Kreta war nach Ende des türkisch-griechischen Krieges 1898 ein internationales Protektorat, um den Erhalt dieser venezianisch-italienischen Zeugnisse fürchtete. Trotz der Einschränkung sich auf die venezianische Epoche konzentrieren zu sollen, ließ Gerola bei seinen Arbeiten auf Kreta die Spuren anderer Epochen nicht außer Acht.
Zwischen 1905 und 1932 bereitete er das Material, einschließlich 1600 von ihm selbst geschossener Fotografien, dieser akribischen archäologischen Feldforschung auf und publizierte es in vier umfänglichen Bänden. 1910 und 1912 konnte Gerola seine Forschungen zu mittelalterlichen Bauten in Griechenland fortsetzen. 1910 hielt er sich in Begleitung seiner Frau auf den drei Kykladen-Inseln Serifos, Keros und Kythnos auf. 1912 reiste er nach dem italienisch-türkischem Krieg und der italienischen Besetzung der Ägäis-Inseln auf die südlichen Sporaden und nach Rhodos. Von Rhodos aus besuchte er auch die anderen umliegenden Inseln. Wie zehn Jahre zuvor richtete er sein Augenmerk nicht nur auf die mittelalterlichen Bauten, sondern war gegenüber allem offen, was sein wissenschaftliches Interesse weckte. Die Ergebnisse seiner Forschungsreise von 1912 veröffentlichte er später ebenfalls in zahlreichen Publikationen.
Bei seinen Feldforschungen wandte Gerola für seine Zeit moderne Untersuchungsmaßstäbe an, so erhob er systematisch, fast pedantisch, Daten, erstellte Skizzen und machte zahlreiche Fotografien. Methoden wie sie erst ab den 1930er Jahren allgemein üblich waren. Die Arbeiten Gerolas über die griechische Kultur vom Mittelalter bis zur türkischen Besatzung gelten nach wie vor als grundlegend. Während seiner Forschungsreisen in die Ägäis begann er sich auch mit der byzantinischen Architektur zu befassen, die ein zentrales Thema seiner weiteren Arbeiten und Veröffentlichungen sein sollte.

### Museumsleiter und Denkmalpfleger
Von 1903 bis 1906 leitete Gerola das Städtische Museum in Bassano del Grappa und ordnete dessen Sammlungen ebenso wie die des Städtischen Museums in Verona neu, dessen Leitung er von 1907 bis 1910 innehatte. Auch in Verona publizierte Gerola eifrig weiter, sowohl über geschichtliche Themen des Trentino, in Verona vertiefte er seine Studien über die Familie Castelbarco, als auch über andere kunstgeschichtliche Bereiche. Unter anderem befasste er sich mit Heraldik und Numismatik. Insbesondere für letztere zeigte er sein Leben lang großes Interesse.
1909 wurde er in der staatlichen Denkmalpflege Italiens zunächst Ispettore der Soprintendenza ai Monumenti di Verona. Ein Jahr später rief ihn Corrado Ricci, der die Oberaufsicht über die staatlichen Einrichtungen zur Denkmalpflege innehatte, nach Ravenna, um dort das Amt für Denkmalpflege in der Romagna zu leiten (1. September 1910 Leiter des Museo Nazionale in Ravenna, 1. Dezember 1910 Soprintendente der Soprintendenza ai Monumenti della Romagna). Unter seiner Regie wurden zahlreiche Baudenkmäler in Ravenna aus der gotisch-byzantinischen Epoche restauriert, wie das Baptisterium der Arianer, Sant’Apollinare Nuovo, das Mausoleum des Theoderich, das Mausoleum der Galla Placidia sowie die erzbischöfliche Kapelle. Zudem war er als Archäologe bei Ausgrabungen in der Kirche San Vitale tätig. Zu seinen bedeutendsten Arbeiten in Ravenna gehört die Datierung und Klassifizierung, der von ihm als deuterobizantini bezeichnete Monumente, in die er die um das Jahr 1000 erbauten sakralen Gebäude mit einbezog.
Nach dem italienischen Kriegseintritt in den Ersten Weltkrieg meldete sich Gerola als Freiwilliger. Sein Gesuch wurde allerdings abgewiesen. Während des Krieges war er mit der Sicherstellung von Kunstdenkmälern vor eventuellen Kriegsschäden in der Romagna beauftragt. Nach Ende des Krieges erhielt er aufgrund seiner Kenntnisse über die Trentiner Kunstgeschichte von Ricci den Auftrag, sich mit der Rückführung der aus dem Trentino stammenden Kunstgegenstände, Archivalien und Bücher zu befassen, die nach der Säkularisation des Fürstbistums Trient nach Innsbruck und Wien gebracht worden waren. Zu den zurückgeholten Handschriften gehören das Purpurevangeliar und zwei Sakramentare des 9. und des 11. Jahrhunderts.
Zum 1. Dezember 1919 wurde er zum Leiter des Büros für Kunst- und Kulturgüter in Trient ernannt, das 1923 zum Amt für Denkmalpflege und Kulturgüter (Soprintendenza della Venezia Tridentina) umgewandelt wurde und auch für Südtirol zuständig war. Gerola setzte sich in seiner Amtszeit für den Erhalt des kulturellen Erbes in Südtirol ein, auch wenn ihm das Italianisierungsprogramm eines Ettore Tolomei Hindernisse in den Weg legte. 1926 widersetzte er sich erfolgreich dem geplanten Abriss der Dominikanerkirche in Bozen, die im Ersten Weltkrieg als Lazarett gedient hatte, und setzte sich für deren Restaurierung ein. Erfolglos war dagegen sein Widerstand gegen den teilweisen Umbaus des Stadtmuseums und die Neugestaltung des Sparkassengebäudes in Bozen im rationalistischen Stil. Auch gegenüber dem Siegerdenkmal äußerte er sich kritisch. Letzteres stand im Gegensatz zu der von ihm vorsichtig propagierten Annäherung und des kulturellen Dialoges mit der deutschsprachigen Bevölkerung Südtirols, insbesondere was die Erinnerungskultur an den Ersten Weltkrieg betraf. In einer Schrift von 1922 mit dem Titel L’archittetura nuova dell’Alto Adige (dt. Die neue Architektur im Oberetsch) machte er auf die möglichen negativen Auswirkungen dieser Umgestaltung im Stile des italienischen Imperialismus aufmerksam. Auch in Trient widersetzte er sich mit einer Reihe von Trentiner Architekten dem Abriss von zu deutsch gehaltenen Bauwerken und förderte die Debatte über einen eigenen regionalen Architekturstil. Dennoch ist die Haltung Gerolas im Nationalitätenkonflikt als ambivalent zu betrachten, da er die ursprüngliche Italianität bestimmter Bauwerke in der Region unterstrich, die bei nachfolgenden Umbauten verloren gegangen war und deshalb wiederhergestellt werden sollte.
In den 1920er Jahren übernahm er neben dem Trentino und Südtirol zeitweise auch die Denkmalpflege in den Provinzen Verona, Vicenza, ab 1924 in Mantua. Während seiner zwanzigjährigen Amtszeit in Trient wurden zahlreiche Gebäude im Trentino und Südtirol restauriert, darunter der Torre Vanga, die Kirche San Lorenzo, der Torre Malipiero der Burg von Rovereto, den Wallfahrtsort San Romedio und Schloss Tirol. Das wichtigste Projekt war sicherlich die Restaurierung des Castello del Buonconsiglio in Trient von 1920 bis 1933.
Während seiner Zeit als oberster Denkmalpfleger in Trient befasste sich Gerola nicht nur mit Thematiken, die die Region Trentino-Südtirol betrafen. Er beteiligte sich auch aktiv am kulturellen Leben in Italien, nahm als Redner an Kongressen teil, verfasste Schriften und hielt Lesungen an den Universitäten in Padua und Verona.
Gerola war Mitglied der Accademia Roveretana degli Agiati (1902), korrespondierendes Mitglied des Istituto Veneto di Scienze, Lettere ed Arti und von 1920 bis zu seinem Tod Direktor der Studi Trentini di Scienze Storiche.

## Familie
Giuseppe Gerola heiratete 1907 Ernesta Cena aus Arsiero, mit der er fünf Kinder hatte, darunter den Italianisten Berengario Gerola (* 1908 in Verona; † 1953 in Trient), den Apotheker Domenico Udalrico Gerola (* 1909 in Moltrasio; † 1963 in Trient) und den Botaniker Filippo Marcabruno Gerola (* 1914 in Pergine Valsugana; † 2006 in Mailand), Inhaber des Lehrstuhls für Botanik an der Universität Mailand.

## Schriften (Auswahl)
Gerola veröffentlichte über 850 Schriften, 500 allein nach seiner Amtsübernahme als Denkmalpfleger in Trient. Er behandelte dabei die verschiedensten Themen. Die Arbeiten Gerolas entstanden erst auf dem politischen Hintergrund des Irredentismus, des anti-österreichischen Nationalismus und anschließend unter dem Faschismus. Unabhängig von der jeweiligen politischen Strömung lag sein Hauptanliegen stets in der Bewahrung des kulturellen Erbes. Ein vollständiges Schriftenverzeichnis findet sich bei Paolo Maria Tua in Archivio veneto 68, 1939, S. 259–288.
- Monumenti veneti nell'isola di Creta. 4 Bände, Istituto veneto di scienze, lettere ed arti, Venedig 1905–1932 (Digitalisat).
- Una Ballata del quattrocento sulle donne padovane. Società Cooperativa Tipografica, Padua 1905 (archive.org).
- Bassano. Con 160 illustrazioni. Istituto Italiano d'Arti Grafiche, Bergamo 1910 (archive.org).
- Le antiche pale di S. Maria in Organo di Verona. Istituto italiano d'arti grafiche, Bergamo 1913.
- Artisti trentini all'estero. Scotoni, Trient 1930.
- Il Castello del Buonconsiglio e il Museo nazionale di Trento. La Libreria dello stato, Rom 1934.
- Scritti ravennati, hrsg. von Rita Romanelli. 2 Bände, Società di Studi Ravennati, Ravenna 2016–2017.